# Регін (скандинавська міфологія)
Регін (давньоісл. Reginn) — в скандинавській міфології карлик або велетень, вихователь Сігурда (Зігфріда), син Грейдмара, молодший брат Фафніра та Отра, володів чарами. Фігурує в «Сазі про Вьольсунгів», «Старшій» та «Молодшій» Еддах.

## Історія Регіна
Регін був молодшим з синів Грейдмара, неперевершеним в ковальській справі. Коли Одін заплатив Грейдмарові виру за вбивство Отра золотом Андварі, Фафнір та Регін почали вимагати в батька це золото. Грейдмар відмовився їм його видати, й тоді Фафнір пронизав його уві сні мечем. Регін почав вимагати в старшого брата свою частину, але той нічого йому не дав, погрожуючи вбивством. Регін звернувся по пораду до своєї сестри Люнггейд, але вона не змогла йому допомогти. Фафнір, взявши вигляд Змія, влігся обороняти золото у своєму логовіна Гнітагейд-ролі. Регін втік, прихопивши з собою меч Ревіль. Він найнявся ковалем до Г'яльпрека, конунга Тьода (Ютландія).
Регін виховував Сігурда (Зігфріда), сина Сігмунда. Коваль розповів йому про своє походження та намовляв вбити Фафніра та заволодіти його золотом. Для вбивства дракона Сігурд попросив Регіна викувати йому найкращого меча. Двічі Регін кував клинки й двічі Сігурд ламав їх, вдаряючи у ковадло. Третього разу Сігур приніс Регінові уламки меча свого бктька Сігмунда. Регін викував з них меч Грам, яким Сігурд разрубав ковадло. Викувавши героєві меч, він став знову підбивати його на вбивство Фафніра. Сігурд сказав своєму вихователеві, що не може добувати скарб дракона, поки не помститься за свого батька Сігмунда. Помстившися за батька, Сігурд нарешті погодився битися з драконом. Регін, який хотів здобути собі золото Андварі, але не хотів ним ділитися з Сігурдом, дав тому пораду викопати на тропі, якою змій повз на водопій, яму й засісти у ній в засідці, сподіваючись, що Сігурд вб'є його брата, але й сам захлинеться в змієвій крові. Але Сігурдові з'явився якийсь старий (Одін) й порадив тому викопати заглиблення для стікання крові. Вражений Сігурдом, Фафнір попередив героя про те, що Регін надумав його вбити: «Зраджений Регіном я, / зрадить й тебе він / загинемо обидва…». Регін не чув цього, так як був далеко від місця битви. Між ним та Сігурдом спалахнула сварка про те, хто з них більше зробив заради перемоги над Змієм. Нарешті, Регін, випивши крові Фафніра й вирізавши в нього серце мечем Ріділем, ліг спати, наказавши Сігурдові посмажити для нього серце Фафніра. Посмаживши серце, Сігурд доторкнувся до нього й обпікся, засунув пальця до рота. Коли кров Фафніра потрапила йому на язик, він став розуміти мову птахів. Він почув, як співають синиці. Одна з них попередила про те, що Регін хоче його вбити: «От Регін лежить, / зле він задумав, / обмане він князя, / а той йому вірить; / в гніві складає / злії слова, / за брата помститься / злості коваль». Почувши це, Сігур відрубив Регінові голову, випив кров обидвох братів і з'їв серце Фафніра.

## Регін в німецькому епосі
Регін не згадується у відомій німецькій епічній поемі «Пісня про Нібелунгів». В пізньосередньовічній німецькій «Дивовижній історії про рогового Зігфріда» розповідається про те, як Зігфрід найнявся до коваля, працюючи на якого він розбив ковадло й побив його та підмайстра. Бажаючи позбутися Зігфріда, коваль послав того по вугілля до липи, під якою жив дракон. Здобувши перемогу над драконом та іншими зміями, герой розвів над чудовиськами вогонь та скупався в розтопленому салі зміїв. Ставши невразливим, Зігфрід не повертається до коваля, а їде до короля Гібальда (в раніших німецьких епічних піснях звався Гібіг).

## Регін в фільмах
Регін з'являється в більшості фільмів про Нібелунгів, в тому числі й у фільмі «Перстень Нібелунгів».